# Trévillach
Trévillach là một xã trong tỉnh Pyrénées-Orientales, vùng Occitanie phía nam nước Pháp. Xã Trévillach nằm ở khu vực có độ cao trung bình 486 mét trên mực nước biển.